# Festival da Canção 1974
Das 11. Festival da Canção (portugiesisch XI Grande Prémio TV da Cançao 1974) fand am 7. März 1974 im Teatro Maria Matos in Lissabon statt. Es diente als portugiesischer Vorentscheid für den Eurovision Song Contest 1974.
Moderatoren der Sendung waren Glória de Matos und Artur Agostinho.
Als Sieger ging Paulo de Carvalho mit dem Titel E depois do adeus hervor. Beim Eurovision Song Contest in Brighton erhielt er 3 Punkte und belegte am Ende den 14. Platz. Das Lied wurde später berühmt als erstes Geheimsignal der Nelkenrevolution.

## Teilnehmer
| Startnr. | Interpret         | Lied                         | Musik und Text                                     | Rang | Punkte |
| -------- | ----------------- | ---------------------------- | -------------------------------------------------- | ---- | ------ |
| 1        | Green Windows     | Imagens                      | M/T: José Cid                                      | 3.   | 40     |
| 2        | Duo Ouro Negro    | Bailia dos Trovadores        | M/T: Rita Pinto Leite Olivais                      | 4.   | 28     |
| 3        | Verónica          | Canção por todos vós         | M/T: Maria Olímpia Machado                         | 8.   | 0      |
| 4        | José Cid          | A rosa que te dei            | M/T: José Cid                                      | 5.   | 10     |
| 5        | Paulo de Carvalho | E depois do Adeus            | M: José Calvário, T: José Niza                     | 1.   | 245    |
| 6        | Artur García      | Dona e senhora da boina      | M: Fernando Poitier, T: Caetano Teixeira de Aragão | 8.   | 0      |
| 7        | Green Windows     | No dia em que o rei fez anos | M/T: José Cid                                      | 2.   | 144    |
| 8        | Fernanda Farri    | Cantiga ao vento             | M: Fernando Poitier, T: Fernando Vieira            | 8.   | 0      |
| 9        | Helena Isabel     | Canção solidão               | M/T: José Drummond                                 | 6.   | 2      |
| 10       | Xico Jorge        | Temos de cantar              | M/T: Andrade, Silva                                | 7.   | 1      |